# 우투양타
우투양타는 야구에서 오른손으로 던지고 양손으로 치는 야구 선수를 가리키는 단어이다.

## 설명
우투양타는 내야수, 외야수, 투수를 모두 소화할 수 있으며 스위치히터인 경우에는 대체적으로 우투양타가 많다. 우투양타는 타석에서도 우타자의 장점과 좌타자의 장점을 모두 살릴 수 있는 타자의 유형이 된다. 우투양타로 유명한 야구 선수로는 박종호, 이종열 등이 있다.

## 같이 보기
- 야구
- 타자
- 투수